# Żurawica (gmina)
Żurawica – gmina wiejska w województwie podkarpackim, w powiecie przemyskim. W latach 1975–1998 gmina położona była w województwie przemyskim, zaś przed 1975 należała do województwa rzeszowskiego.
Siedziba gminy to Żurawica.
Według danych z 30 czerwca 2004 gminę zamieszkiwało 12 165 osób.
W latach 2014–2018 wójtem był Krzysztof Składowski. Od 2018 roku wójtem gminy jest Tomasz Szeleszczuk.
1 stycznia 1977 z gminy Żurawica włączono do Przemyśla część wsi Buszkowice (113 ha) i Żurawica (144 ha).

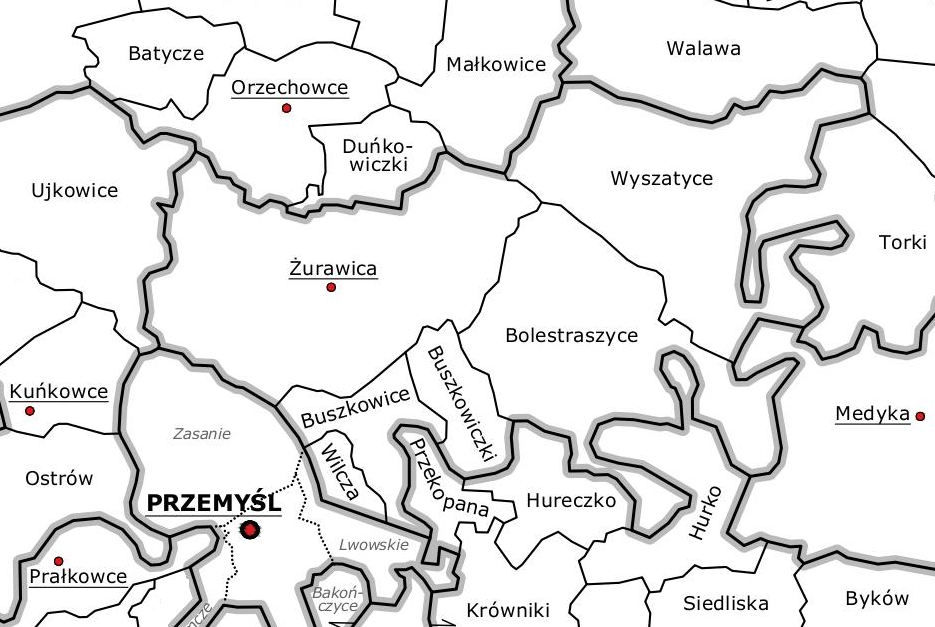
Gmina Żurawica w 1934 roku

## Struktura powierzchni
Według danych z roku 2002 gmina Żurawica ma obszar 95,37 km², w tym:
- użytki rolne: 78%
- użytki leśne: 11%

Gmina stanowi 7,86% powierzchni powiatu.

## Demografia

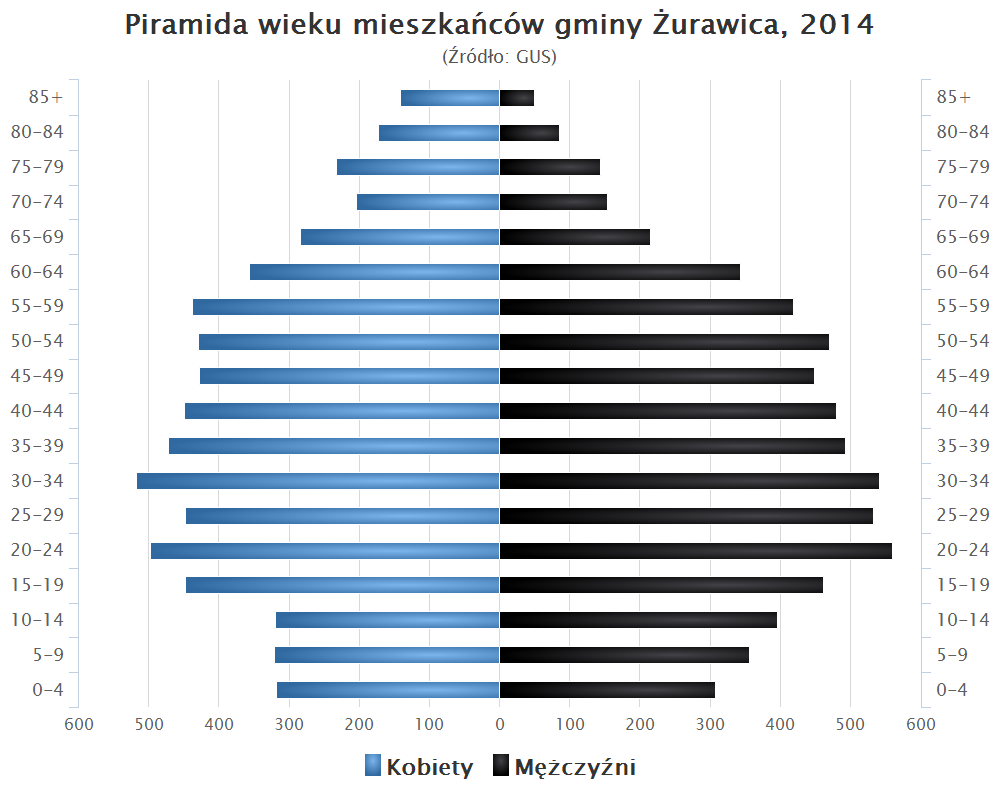
Piramida wieku mieszkańców gminy Żurawica w 2014 roku

Dane z 30 czerwca 2004:
| Opis                              | Ogółem | Ogółem | Kobiety | Kobiety | Mężczyźni | Mężczyźni |
| --------------------------------- | ------ | ------ | ------- | ------- | --------- | --------- |
| jednostka                         | osób   | %      | osób    | %       | osób      | %         |
| populacja                         | 12 165 | 100    | 6136    | 50,4    | 6029      | 49,6      |
| gęstość zaludnienia (mieszk./km²) | 127,6  | 127,6  | 64,3    | 64,3    | 63,2      | 63,2      |

## Sołectwa
Batycze, Bolestraszyce, Buszkowice, Buszkowiczki, Kosienice, Maćkowice, Orzechowce, Wyszatyce, Żurawica

## Sąsiednie gminy
Medyka, Orły, Przemyśl, Przemyśl (miasto), Rokietnica, Stubno